# Nicola Conci
Nicola Conci (ur. 5 stycznia 1997 w Trydencie) – włoski kolarz szosowy.

## Osiągnięcia
Opracowano na podstawie:

2014
- 2. miejsce w Trofeo Buffoni

2015
- 1. miejsce w Trofeo Emilio Paganessi
- 1. miejsce na 2. etapie Giro della Lunigiana

2017
- 1. miejsce w Trofeo Città di San Vendemiano
- 1. miejsce w Gran Premio di Poggiana

2022
- 3. miejsce w Arctic Race of Norway
- 3. miejsce w Veneto Classic

## Rankingi
| Rok              | 2017 | 2018  | 2019 | 2020 | 2021  | 2022 | 2023 | 2024 |
| ---------------- | ---- | ----- | ---- | ---- | ----- | ---- | ---- | ---- |
| UCI World Tour   | -    | 291.  |      |      |       |      |      |      |
| World Ranking    | 735. | 963.  | 820. | 223. | 1141. | 183. | 477. | 459. |
| UCI Europe Tour  | 454. | 1351. | 597. | 186. | 844.  | 150. | -    | -    |
| UCI Asia Tour    | -    | 708.  |      |      |       |      |      |      |
| UCI America Tour | -    | 189.  |      |      |       |      |      |      |
|                  |      |       |      |      |       |      |      |      |
| Źródło: UCI      |      |       |      |      |       |      |      |      |